# Frederick Ashton
Sir Frederick William Mallandaine Ashton (Guayaquil, 17 settembre 1904 – Eye, 18 ottobre 1988) è stato un coreografo, ballerino e direttore artistico britannico.

## Biografia

### Infanzia e formazione
Frederick Ashton nacque a Guayaquil, in Ecuador, nel 1904, quarto dei cinque figli di Georgiana Fulcher e George Ashton. Tre anni più tardi la famiglia si trasferì a Lima, dove Ashton cominciò a studiare presso una scuola cattolica gestita da domenicani. I rituali appresi da chierichetto fecero nascere in lui un interesse per il movimento e le rappresentazioni, un interesse poi consolidato nel 1917 quando vide danzare Anna Pavlova a teatro. La famiglia Ashton non voleva assecondare il desiderio dell'adolescente di diventare un ballerino e il padre lo spedì in Inghilterra affinché studiasse al Dover College. Gli anni delle scuole superiori furono infelici per Ashton, che non era accademicamente dotato e fu spesso vittima di bullismo omofobico in collegio. Nel 1921 lasciò la scuola e cominciò a lavorare in una compagnia commerciale nella City londinese e soltanto con il suicidio del padre nel 1924 fu libero di seguire le sue passioni.
All'età di vent'anni fu accettato come allievo da Léonide Massine, da cui apprese i rudimenti del balletto. Dopo che Massine ebbe lasciato Londra, Ashton proseguì gli studi con Marie Rambert, che lo indirizzò alla coreografia. Nel 1926 esordì come coreografo di A Tragedy of Fashion: or The Scarlet Scissors, che venne apprezzato da The Observer e segnò l'inizio della proficua collaborazione artistica tra Ashton e la scenografa e costumista Sofija Fedarovič, destinata a durate per oltre vent'anni. Spinto da Rambert, Ashton si lasciò influenzare dai balletti russi e, in particolare, da Les biches di Bronislava Fominična Nižinskaja. Nel 1930 coreografò l'innovativo Capriol Suite: il breve balletto si avvaleva dell'omonima suite di Peter Warlock (1926) e si ispirava a passi e coreografie francesi del XVI secolo, come la pavana, il tourdion, il branle e la basse danse. L'anno successivo Marie Rambert fondò il Ballet Club (il futuro Ballet Rambert), di cui Ashton fu coreografo ufficiale e ballerino. Nei primi anni trenta compose le coreografie di La péri (1931), The Lady of Shalott (1931), Façade (1931), Foyer de Danse (1932) e Le Masques (1933), lavorando anche come coreografo per riviste e musical come The Cat and the Fiddle (1932) e Gay Hussar (1933).

### Carriera

#### Gli anni 30 e 40
L'affermazione come coreografo iniziò nel 1931, quando Ninette de Valois, fondatrice del Vic-Wells Ballet, gli commissionò il balletto comico Regatta. Il balletto ottenne recensioni contrastanti, ma consacrò Ashton come coreografo. Nel 1933 tornò a lavorare per de Valois come coreografo di Les Rendezvous: il balletto fu un trionfo ed è rimasto nel repertorio della compagnia per nove decenni. Nel 1935 divenne quindi il coreografo residente della compagnia, una posizione che gli permise di lavorare a stretto contatto con il compositore e direttore d'orchestra Constant Lambert e i ballerini Anton Dolin, Robert Helpmann e Alicia Markova. Nel 1934 fece il suo esordio internazionale come coreografo dell'opera di Virgil Thomson Four Saints in Three Acts a New York. Nel 1936 i suoi balletti Apparitions e Nocturne ricevettero buone recensioni, mentre l'anno successivo creò A Wedding Bouquet e Les Patineurs, che vengono ancora portati in scena da numerose compagnie di alto profilo. Negli stessi due anni, pur essendo omosessuale, intrattenne una relazione con l'ereditiera e socialite statunitense Ava Astor. Nel 1939 il Ballet Russe de Monte Carlo gli commissionò un balletto, Le Diable s'amuse. Per quanto il balletto rimase il suo maggior interesse, in questo periodo Ashton lavorò come coreografo anche per il teatro musicale, l'operetta (Il pipistrello al Teatro Sadler's Wells) e il cinema (Non mi sfuggirai, diretto da Paul Czinner).
Poco prima dello scoppio della seconda guerra mondiale rifiutò un ingaggio dell'American Ballet Theatre di New York per continuare a lavorare nella compagnia di de Valois, ribattezzata "Sadler's Wells Ballet". A questo periodo appartiene Dante Sonata, un balletto di venti minuti portato al debutto al Teatro Sadler's Wells nel gennaio 1940. Il balletto, liberamente ispirato alla Divina Commedia, fu un grande successo e venne rappresentato oltre un centinaio di volte durante la guerra, tanto che diverse repliche furono interrotte da sirene antiaeree; nonostante il successo riscontrato nei primi anni quaranta, il balletto non fu quasi mai riproposto in seguito, tanto che la coreografia è andata perduta. Sempre nel 1940 portò al debutto The Wise Virgins, anch'esso perduto. Nel 1941 fu arruolato nella Royal Air Force e durante il periodo del servizio attivo ottenne rari congedi per dedicarsi alla danza; il 1943, ad esempio, vide l'esordio di The Quest, che però ottenne pochissimo successo.
Al termine del secondo conflitto mondiale David Webster invitò la compagnia di de Valois a stabilirsi permanentemente alla Royal Opera House. Nel 1946 l'atto unico Symphonic Variations segnò il debutto di Ashton al Covent Garden: il balletto, il cui cast di sei ballerini era guidato da Margot Fonteyn e Michael Somes, fu ritenuto un capolavoro. Il successo iniziale fu replicato l'anno successivo con Scènes de ballet, che pur dividendo i critici in occasione della prima è rimasto nel repertorio della compagnia. Spinto da de Valois, nel 1948 Ashton coreografò il suo primo balletto in tre atti, la Cenerentola, interpretato durante la sera della prima da Moira Shearer (Cenerentola), Somes (Principe), Alexander Grant (giullare) e da Robert Helpmann e dallo stesso Ashton nei ruoli en travesti delle sorellastre. Alcuni critici osservarono che Ashton non aveva ancora sufficiente familiarità con balletti di tale lunghezza, ma ben più calorosa fu l'accoglienza riservata dai critici newyorchesi. Sul finire degli anni quaranta cominciò ad accettare un maggior numero di commissioni a livello internazionale, tra cui Le Rêve de Léonor per i Ballets de Paris (1949). Iniziò inoltre a dirigere opere liriche, tra cui Albert Herring al Festival di Glyndebourne nel 1947 e Manon (1947) e Orfeo ed Euridice (1953) al Covent Garden.

#### Gli anni 50 e 60
I primissimi anni cinquanta furono segnati dal ritorno al cinema come coreografo di I racconti di Hoffmann (1951) e Storia di tre amori (1953). Nel 1952 coreografò un altro balletto in tre atti, Sylvia, accolto molto positivamente dalla critica. Nel 1955 coreografò il Romeo e Giulietta di Sergej Sergeevič Prokof'ev per il Balletto Reale Danese; l'allestimento fu considerato un successo, ma Ashton rifiutò che venisse rappresentato anche al Covent Garden, ritenendo il teatro troppo grande e dispersivo per un balletto così intimo; la prima londinese del suo Romeo e Giulietta avvenne soltanto nel 1985 al London Coliseum. Il successo internazionale di Ashton fu ulteriormente ribadito nel 1957, quando la compagnia ricevette una patente reale da Elisabetta II e divenne ufficialmente il Royal Ballet: la compagnia londinese si affermò come la maggiore compagnia al di fuori della Russia ed Ashton ne era il coreografo principale. L'anno successivo coreografò il suo quarto e penultimo balletto in tre atti: Ondine.
Nel 1960 ottenne uno dei suoi maggiori successi con La fille mal gardée e tre anni più tardi successe a de Valois come direttore artistico della compagnia. I suoi sette anni come direttore del Royal Ballet vengono generalmente ritenuti da storici e critici della danza come l'epoca d'oro della compagnia, per quanto Ashton fosse interessato più all'aspetto artistico che a quello amministrativo. In questo periodo Ashton continuò ad ampliare il repertorio del Royal Ballet con balletti dei suoi mentori Léonide Massine (Mam'zelle Angot) e Bronislava Nižinskaja (Les biches, Les noces); fu su suo invito che Antony Tudor si unì alla compagnia, arricchendone il repertorio con balletti vecchi e nuovi. Durante questi anni il Royal Ballet portò al debutto quattro nuovi atti unici di Ashton: The Dream (1964), Monotones II (1965), Jazz Calendar (1968) ed Enigma Variations (My Friends Pictured Within) (1968). Webster decise che il momento del proprio pensionamento nel 1970 avrebbe coinciso con un cambio di direzione anche delle due compagnie del teatro: quella operistica, diretta da Georg Solti, e quella del balletto, diretta da Ashton. Nel luglio 1970 Ashton concluse il suo mandato come direttore artistico del Royal Ballet.

### Gli ultimi anni
Dopo il ritiro, Ashton continuò a coreografare brevi balletti e pièces d'occasion. Nel 1970 coreografò il balletto cinematografico I racconti di Natale di Beatrix Potter, approdato al cinema l'anno successivo con lo stesso Ashton nel ruolo della signora Trovatutto. Nel 1973 curò le coreografie dell'opera di Benjamin Britten Morte a Venezia, mentre nel 1976 ottenne un altro successo con uno dei suoi atti unici più lunghi, A Month in the Country, basato sull'omonima pièce di Ivan Sergeevič Turgenev. Per quanto il suo ultimo lavoro fu Varii Capricci (1983), il suo ultimo capolavoro fu Rhapsody, nel 1980, un breve balletto composto per celebrare l'ottantesimo compleanno della regina madre Elizabeth Bowes-Lyon ed interpretato in occasione del debutto da Lesley Collier e Michail Baryšnikov.
Gli ultimi anni furono segnati dal profondo lutto per la morte di Martyn Thomas, suo compagno dal 1968, in un incidente automobilistico. Ashton non si riprese mai dalla perdita e morì nel sonno nel 1988 all'età di 83 anni. Il suo corpo fu sepolto nel cimitero di Yaxley, nel Suffolk, e lasciò in eredità i diritti dei suoi balletti ad amici e stretti collaboratori quali Margot Fonteyn (Daphnis and Chloe, Ondine), Anthony Dowell (The Dream, A Month in the Country), Michael Somes (Cinderella, Symphonic Variations), Alexander Grant (La fille mal gardée, Façade), Antony Dyson (Enigma Variations, Monotones) e Brian Shaw (Les Patineurs, Rendezvous).

## Maggiori coreografie
- La Péri (mus. Paul Dukas) (1931)
- Façade (mus. autori vari) (1931)
- Les Rendez-vous  (mus. François Auber, arrangiata da Constant Lambert) (1933)
- Le baisier de la Fée   (mus. Igor' Fëdorovič Stravinskij) (1935)
- Les Patineurs  (mus. Giacomo Meyerbeer) (1937)
- Symphonic Variations  (mus. César Franck) (1946)
- Cenerentola  (mus. Sergei Prokofiev) (1948)
- Daphnis and Chloe  (mus. Maurice Ravel) (1951). Creato per Margot Fonteyn e Michael Somes
- Sylvia (mus. Léo Delibes) (1952)
- Ondine  (mus. Hans Werner Henze) (1958), creato per Margot Fonteyn
- La Valse  (mus. Maurice Ravel) (1958)
- La Fille Mal-Gardée  (mus. Ferdinand Hérold-Lanchbery (1960)
- The Two Pigeons   (mus. André Messager, adattata da John Lanchbery) (1961)
- Marguerite and Armand  (mus. Franz Liszt) (1963). Interpreti principali: Margot Fonteyn e Rudolf Nureyev
- The Dream da Sogno di una notte di mezza estate di Shakespeare (mus. Felix Mendelssohn-John Lanchbery) (1964)
- Enigma Variations  (mus. Sir Edward Elgar) (1968)
- A Month in the Country  (mus. Fryderyk Chopin-Lanchbery) (1976)